# Special Interest Group on Programming Languages
Le Special Interest Group on Programming Languages (SIGPLAN) est le pôle d'intérêt commun de l'ACM dans le domaine de la programmation informatique.

## Conférences
- POPL (en anglais « Principles of Programming Languages)
- PLDI (en anglais « Programming Language Design and Implementation)
- ISMM (en anglais « International Symposium on Memory Management)
- LCTES (en anglais « Languages, Compilers, and Tools for Embedded Systems)
- PPoPP (en anglais « Symposium on Principles and Practice of Parallel Programming)
- ICFP (en anglais « International Conference on Functional Programming)
- OOPSLA (en anglais « Object-Oriented Programming, Systems, Languages, and Applications)
- SPLASH (en anglais « Systems, Programming, Languages and Applications: Software for Humanity), successeur de OOPSLA
- HOPL (en anglais « History of Programming Languages)
- DLS (en anglais « Dynamic Languages Symposium)

## Prix d'excellence
- 2010 : Chris Lattner, pour ses travaux sur le projet LLVM, une infrastructure de compilation comprenant notamment le compilateur Clang[1].
- 2009 : Rod Burstall
- 2008 : Barbara Liskov
- 2007 : Niklaus Wirth
- 2002 : John McCarthy